# Sass (Familienname)
Sass oder Saß ist ein deutscher Familienname.
Zur Etymologie vergleiche den eng verwandten Namen Sasse.

## Namensträger
- Alexander Sass (* 1977), deutscher Kameramann
- Anatoli Fomitsch Sass (1935–2023), russischer Ruderer
- Andreas von Saß (1753–1816), russischer Generalleutnant
- Anton von Saß (1739–1807), russisch-deutscher Kavallerieoffizier
- August Leopold Saß (1874–1951), deutscher Violinist und Musikpädagoge
- Barbara Sass (1936–2015), polnische Filmregisseurin
- Barbara Saß-Viehweger (* 1943), deutsche Politikerin (CDU)
- Carry Sass (* 1966), deutsche Sängerin und Entertainerin
- Christian Saß (1836–1916), deutscher Porzellanmaler
- Christina von Saß (* 1975), deutsche Reporterin und Moderatorin
- Eduard von Saß (1900–1946), deutscher Offizier
- Erich Sass (1906–1940), deutscher Einbrecher und Tresorknacker, siehe Brüder Sass
- Eugen Wilhelm Otto Baron von Saß, eigentlicher Name von Matthias Walden (1927–1984), deutscher Journalist
- Franz Sass (1904–1940), deutscher Einbrecher und Tresorknacker, siehe Brüder Sass
- Friedrich Saß (1817–1851), deutscher Schriftsteller
- Friedrich Sass (1883–1968), deutscher Maschinenbauingenieur
- Georg Friedrich von Saß (1751–1810), deutschbaltischer Verwaltungsjurist
- Georg Otto Ewald von Saß (1797–1883), russischer General
- Gerhard Alexander von Saß (1718–1790), deutscher Generalleutnant
- Hans-Martin Sass (1935–2023), deutscher Philosoph und Hochschullehrer
- Hartmut von Sass (* 1980), deutscher evangelischer Theologe
- Heinrich Sass (1859–1941), deutscher Vizeadmiral
- Heinrich Oswald von Saß (1856–1913), deutscher Maler
- Henning Saß (* 1944), deutscher Psychiater
- Henrik Sass Larsen (* 1966), dänischer Politiker
- Henry Sass (1788–1844), britischer Maler und Lehrer
- Herbert Sass (1915–2004), deutscher Musikpädagoge
- Herbert Saß (1922–1989), deutscher Politiker (SPD)
- Hermann Urich Sass (1887–1933), deutscher Filmkaufmann und Kinobesitzer
- Horst Saß (1934–2013), deutscher Fußballspieler, Fußballtrainer, Sportwissenschaftler und Hochschullehrer
- Ingemarie Saß (* 1941), deutsche Sportpädagogin und Hochschullehrerin
- Ingo Sass (* 1964), deutscher Geologe
- Johann Sass (1867–1951), deutscher Bibliothekar und Archivar
- Johann Barthold Saß (1811–1883), deutscher Lehrer, Schulbuchautor und Philanthrop
- Johannes Saß (1889–1971), deutscher Sprachwissenschaftler
- Johannes Sass (Maler) (1897–1972), deutscher Maler und Kunstlehrer
- Jon Sass (* 1961), US-amerikanischer Tubist
- Julian von Saß-Jaworski (1862–nach 1918), deutscher Landwirt und Politiker, MdR
- Katrin Sass (* 1956), deutsche Schauspielerin
- Lennart Sass (* 2000), deutscher Judoka
- Manuela Saß (* 1965), deutsche Juristin und Politikerin
- Marcell Saß (* 1971), deutscher Theologe
- Maria Freiin von Sass (1841–1916), deutsch-britische Afrikaforscherin, siehe Florence Baker
- Melanie von Sass (* 1976), deutsche Schauspielerin
- Peder Sass (* 1943), dänischer Politiker
- Peter Saß (1936–2006), deutscher Wirtschaftswissenschaftler und Hochschullehrer
- Rainer Sass (* 1954), deutscher Moderator und Autor
- Richard Sass (1774–1849), britischer Maler und Zeichenlehrer
- Sylvia Sass (* 1951), ungarische Opernsängerin (Sopran)
- Theodor von Saß (Landrat) (1833–1894), deutscher Verwaltungsbeamter und Rittergutsbesitzer
- Theodor von Saß (Pfarrer) (1881–1958), deutscher Pfarrer
- Wilhelm Saß (um 1792–1859), deutscher Mediziner und Politiker